# Ertvågsøya
Ertvågsøya es una isla en el municipio de Aure ubicada en el condado de Møre og Romsdal, Noruega . La isla tiene una superficie aproximada de 139 Km2 y el punto más alto es el monte  Korsbekkfjellet. Las pequeñas islas de Rottøya y Ruøya se encuentran al este, y las islas de Solskjelsøya y Stabblandet al oeste. El estrecho de Arasvikfjorden limita la costa sur y el Gjerdevika, un brazo del Edøyfjorden, limita el norte. El Foldfjorden, una bahía estrecha de 7 Km de largo, la divide en dos partes.
La isla está conectada al continente mediante dos puentes, llamados Mjosund.